# Province cartusienne de France-sur-Seine
Pour l’ordre des Chartreux, la définition des provinces correspond à un groupe de maisons et non à un espace géographique.

## Histoire
Vers 1150, l'ordre est divisé en deux provinces : la première, comprenant les maisons au delà du Rhône, ou province de Bourgogne, en latin : Provincia Burgundiæ; la seconde, formée des maisons en deçà du Rhône ou province cartusienne de Genève.
Les chartreuses ne commencent à être divisées en provinces qu'au chapitre général de 1301. Les 52 chartreuses existantes sont tout d’abord distribuées dans les provinces de France, de Provence, de Bourgogne, de Lombardie et de Genève.
En 1629, les chartreuses de Paris, de Rouen, de Troyes, de Dijon et d'Orléans font partie de la province de France-sur-Loire.
En 1688 ou 1701, selon les sources la province de France est également divisée en deux, dont l'une reçoit le nom de France-sur-Seine et l'autre est appelée province de France-sur-Loire,.
Le chapitre général de 1723, sous l'inspiration de dom Antoine rend l'ordonnance Quo Zelo, spéciale aux sept provinces de France: « aucun novice ne sera admis, aucun religieux ne recevra les Ordres sacrés et ne sera appelé à diriger les âmes, s'il n'a souscrit premièrement le Formulaire d'Alexandre VII et ne s'est soumis, de bouche et de cœur, à la bulle Vineam Domini et à la constitution Unigenitus ». L'année suivante, le chapitre confirme cette ordonnance. Tous les chartreux français sont donc mis en demeure de se prononcer pour ou contre la constitution Unigenitus. Six provinces françaises souscrivent le Formulaire et adhérent pleinement soit à la bulle Vineam Domini, soit à la constitution de Clément XI. Dans la province de France-sur-Seine, l'ordre rencontre de nombreuses réclamations. Le chapitre général de 1725 déclare suspens et interdits 26 maisons, avec menace d'excommunication. Le chapitre général prononce de nouveau l'excommunication contre les chartreux passés aux Pays-Bas plutôt que de se soumettre. En 1727 , le chapitre les excommunie définitivement et tout lien entre eux et leurs anciens confrères est brisé. La même année, le chapitre permet à la province de France-sur-Seine de rouvrir ses noviciats fermés depuis plusieurs années.

## Liste des chartreuses
Par date de fondation :
- Lugny 1170-1790
- Val-St-Georges 1234-1790
- Paris (Vauvert) 1257-1792
- Valprofonde 1301-1790
- Bourgfontaine 1323-1790
- Basseville 1328-1790
- Fontenay (Beaune) 1332-1790
- Troyes 1331-1620  (transfert à L’Argentière)
- Dijon 1383-1790
- Rouen (Rose-Notre-Dame) 1384-1667 (transfert à Rouen)
- Maillard 1503-1520
- Bourbon-lès-Gaillon 1571-1790
- L’Argentière (Troyes) 1620-1790
- Rouen (St-Julien) 1667-1790

## Visiteurs de la province
- 1669 : Léon Le Vasseur (†1693), né à Paris en 1623, il fait profession à la chartreuse de Bourbon-lès-Gaillon  le 25 mars 1643. Vicaire de la maison en 1653, il devient prieur de La Rose, près de Rouen, en 1669 et convisiteur de la province de France. Il est en même temps prieur de Rouen (Saint-Julien) en 1679. En 1681, il est appelé à la Grande Chartreuse comme scribe.

- 1688 : Charles-François Maurin (†1713), né à Paris en 1651 d’une famille de noblesse de robe, il est d’abord avocat. Il fait profession à la chartreuse de Paris, le 15 août 1676, y est vicaire dès 1679 et prieur en 1684. Visiteur de la province de France-sur-Seine depuis 1688.

- 1727 : Pascal Letonnelier (†1747), profès de la chartreuse de Paris en 1693, nommé en 1723 prieur de celle de Rouen, puis, en 1727, de sa maison de profession. Il est aussi visiteur de la province de France-sur-Seine. Il meurt en charge le 22 mars 1747.